# Sint-Helenaporseleinhoen
De Sint-Helenaporseleinhoen (Zapornia astrictocarpus synoniem: Porzana astrictocarpus) is een uitgestorven vogel uit de familie van de rallen, koeten en waterhoentjes (Rallidae), een van de twee niet-vliegende rallen die daar overleefden tot het begin van de 16e eeuw. Deze soort was endemisch op het eiland Sint-Helena, een eiland in het zuiden van de Atlantische Oceaan, 2800 kilometer ten westen van de Afrikaanse kust.
Nadat de Amerikaanse ornitholoog Alexander Wetmore in 1963 botten van de grote Sint-Helenaral (Aphanocrex podarces) beschreef uit Prosperous Bay, Sint Helena, vond de Amerikaanse paleontoloog Storrs Olson in 1973 bijna complete skeletten van het Sint-Helenaporseleinhoen in dezelfde regio. Deze skeletten bestonden uit botten die kleiner waren dan de botten van Aphanocrex podarces. Vanwege de bijzondere vorm van de carpometacarpus gaf Olson deze soort de naam Porzana astrictocarpus.
Olson ging ervan uit dat het Sint-Helenaporseleinhoen een afgeleide was van het Kleinst waterhoen (Zapornia pusilla), dat wijdverspreid is in Europa en Afrika. Omdat er op Sint-Helena geen roofdieren voorkwamen, kon hij niet meer vliegen. Na de kolonisatie van Sint-Helena rond 1502 brachten de kolonisten talrijke zoogdieren mee naar het eiland, waardoor het Sint-Helenaporseleinhoen werd verdrongen en uiteindelijk uitstierf.